# Номанс Ленд
Номанс Ленд (No Man's Land, No Mans Land или No Man's island, буквално „Ничия земя“ или „Ничий остров“) е необитаем остров в Дюкс, Масачузетс.
Островът е с площ от 2448 декара (2477 km²). Той е на 5 км югозападно от Мартас-Винеярд.
На острова вероятно има неексплодирали боеприпаси, датиращи от използването му като учебен полигон за бомбардировка между 1943 и 1996 година и поради тази причина островът е затворен за туристи.

## История
През 1602 година капитана Бартоломю Госнолд наименува малкия остров „Мартас Винеярд“ в чест на най-възрастната му дъщеря, която се казвала Марта. По-късно, островът е наименуван Номанс-Ленд, и по-големият остров, на североизток от Номанс-Ленд е наименуван Мартас Винеярд.
Военноморските сили на САЩ построяват на острова летище между ноември 1942 и май 1944 г. и островът е използван за учебен полигон за обстрел с бомбардировачи. Летището е изоставено между 1945 и 1954 г., но островът продължава да се използва като учебен полигон до 1996 г.
От 1975 година източната трета от острова е резерват. Заради мигрирането на птици, целият остров бил превърнат в резерват.